# Wazespitze
Il Wazespitze (3.532 m s.l.m. - detta anche Watze o Waze) è una montagna delle Alpi Venoste che si trova in Tirolo (Austria).
La montagna costituisce la vetta più elevata del Kaunergrat, cresta di montagne che separa la Kaunertal ad occidente e la Pitztal ad oriente.
È composta di due vette. Oltre la principale vi è una vetta sud alta 3.503 m.